# Annona globiflora
Annona globiflora é descendente da magnólia. Foi descrito pela primeira vez por Diederich Franz Leonhard von Schlechtendal. Annona globiflora pertence ao gênero Annona e à família Annonaceae.
Este tipo de planta pode ser encontrado em:
- México

Não há tipos listados como este.